# Pathé Ciss
Pathé Ciss (właśc. Pathé Ismaël Ciss; ur. 16 marca 1994 w Dakarze) – senegalski piłkarz, występujący na pozycji pomocnika w hiszpańskim klubie Rayo Vallecano oraz w reprezentacji Senegalu. Uczestnik Mistrzostw Świata 2022 oraz Pucharu Narodów Afryki 2023.

## Statystyki

### Klubowe
Na podstawie:
| Klub           | Sezonów | Liga                            | Liga  | Liga   | Puchar krajowy | Puchar krajowy | Kontynentalne | Kontynentalne | Suma  | Suma   |
| Klub           | Sezonów | Liga                            | Mecze | Bramki | Mecze          | Bramki         | Mecze         | Bramki        | Mecze | Bramki |
| -------------- | ------- | ------------------------------- | ----- | ------ | -------------- | -------------- | ------------- | ------------- | ----- | ------ |
| Diambars FC    | ?       | Championnat National du Sénégal | ?     | ?      | ?              | ?              | –             | –             | ?     | ?      |
| União Madeira  | 1       | Liga Portugal 2                 | 31    | 2      | 3              | 0              | –             | –             | 34    | 2      |
| FC Famalicão   | 1       | Liga Portugal 2                 | 28    | 4      | 0              | 0              | –             | –             | 28    | 4      |
| CF Fuenlabrada | 2       | La Liga 2                       | 50    | 6      | 3              | 0              | –             | –             | 53    | 6      |
| Rayo Vallecano | 3       | La Liga                         | 81    | 4      | 7              | 1              | –             | –             | 88    | 5      |
|                | Łącznie | Łącznie                         | 190   | 16     | 13             | 1              | 0             | 0             | 203   | 17     |

### Reprezentacyjne
Na podstawie:
| Mecze w reprezentacji podczas Mistrzostw Świata 2022 | Mecze w reprezentacji podczas Mistrzostw Świata 2022 | Mecze w reprezentacji podczas Mistrzostw Świata 2022 | Mecze w reprezentacji podczas Mistrzostw Świata 2022 | Mecze w reprezentacji podczas Mistrzostw Świata 2022 | Mecze w reprezentacji podczas Mistrzostw Świata 2022 | Mecze w reprezentacji podczas Mistrzostw Świata 2022 | Mecze w reprezentacji podczas Mistrzostw Świata 2022 |
| Lp.                                                  | Data                                                 | Miasto                                               | Przeciwnik                                           | Wynik                                                | Gole                                                 | Inne                                                 | Faza rozgrywek                                       |
| ---------------------------------------------------- | ---------------------------------------------------- | ---------------------------------------------------- | ---------------------------------------------------- | ---------------------------------------------------- | ---------------------------------------------------- | ---------------------------------------------------- | ---------------------------------------------------- |
| 1.                                                   | 25.11.2022                                           | Doha                                                 | Katar                                                | 3:1 (1:0)                                            |                                                      | 87'                                                  | Faza grupowa                                         |
| 2.                                                   | 29.11.2022                                           | Doha                                                 | Ekwador                                              | 2:1 (1:0)                                            |                                                      |                                                      | Faza grupowa                                         |
| 3.                                                   | 04.12.2022                                           | Al-Chaur                                             | Anglia                                               | 0:3 (0:2)                                            |                                                      |                                                      | 1/8 finału                                           |

| Mecze w reprezentacji podczas Pucharu Narodów Afryki 2023 | Mecze w reprezentacji podczas Pucharu Narodów Afryki 2023 | Mecze w reprezentacji podczas Pucharu Narodów Afryki 2023 | Mecze w reprezentacji podczas Pucharu Narodów Afryki 2023 | Mecze w reprezentacji podczas Pucharu Narodów Afryki 2023 | Mecze w reprezentacji podczas Pucharu Narodów Afryki 2023 | Mecze w reprezentacji podczas Pucharu Narodów Afryki 2023 | Mecze w reprezentacji podczas Pucharu Narodów Afryki 2023 |
| Lp.                                                       | Data                                                      | Miasto                                                    | Przeciwnik                                                | Wynik                                                     | Gole                                                      | Inne                                                      | Faza rozgrywek                                            |
| --------------------------------------------------------- | --------------------------------------------------------- | --------------------------------------------------------- | --------------------------------------------------------- | --------------------------------------------------------- | --------------------------------------------------------- | --------------------------------------------------------- | --------------------------------------------------------- |
| 1.                                                        | 15.01.2024                                                | Jamusukro                                                 | Gambia                                                    | 3:0 (1:0)                                                 |                                                           |                                                           | Faza grupowa                                              |
| 2.                                                        | 19.01.2024                                                | Jamusukro                                                 | Kamerun                                                   | 3:1 (1:0)                                                 |                                                           |                                                           | Faza grupowa                                              |

## Sukcesy
Na podstawie:
Brak ważniejszych osiągnięć.